# جوهانا ليدهام
جوهانا ليدهام (بالإنجليزية: Johannah Leedham)‏ مواليد 5 ديسمبر 1987 في تشستر، المملكة المتحدة، هي لاعبة كرة سلة بريطانية. بدأت مسيرتها الاحترافية في سنة 2010. تم اختيارها من قبل فريق كونيتيكت صن خلال الدرافت. تلعب مع نادي بورجيز لكرة السلة للسيدات. وتحمل الرقم 30. مثلت منتخب بلادها. شاركت في دورة الألعاب الأولمبية الصيفية سنة 2012. لعبت مع ملبورن بومرز ونادي بورجيز لكرة السلة للسيدات.

## روابط خارجية
- جوهانا ليدهام على موقع الاتحاد الدولي لكرة السلة (الإنجليزية)
- جوهانا ليدهام على موقع كرة السلة الأوروبية.كوم (الإنجليزية)
- جوهانا ليدهام على موقع بروبوليرز (الإنجليزية)
- جوهانا ليدهام على موقع سبورتس رفرنس (الإنجليزية)
- جوهانا ليدهام على موقع سبورتس رفرنس (الإنجليزية)
- جوهانا ليدهام على موقع اللجنة الأولمبية الدولية (الإنجليزية)
- جوهانا ليدهام على موقع أوليمبيديا (الإنجليزية)
- جوهانا ليدهام على موقع اللجنة الأولمبية البريطانية (الإنجليزية)